# Berkt (Bernheze)
Berkt is een buurtschap  in de gemeente Bernheze in de Nederlandse provincie Noord-Brabant. Het ligt drie kilometer ten zuidwesten van Heesch. Bij Berkt ligt het huis en landgoed De Berkt.
Hoofdplaats: Heesch      Woonplaatsen: Heeswijk-Dinther · Loosbroek · Nistelrode · Vorstenbosch

Buurtschappen: Beugt · Berkt · Bus · Dintherse Hoek · Donzel · Fokkershoek · Hazelberg · Hommelse Hoeven · Hooge Wijst · Kameren · Kantje · Kilsdonk · Lage Wijst · Loo · Menzel · Munnekens-Vinkel · Rakt (deels) · Rukven · Zevenbergen · Zoggel

Noord-Brabant: Steden en dorpen      Nederland: Provincies · Gemeenten